# カンピオナート・ガウショ
カンピオナート・ガウショ (Campeonato Gaúcho) は、ブラジル・リオグランデ・ド・スル州のサッカーリーグである。 リオグランデドスル州サッカー連盟 (Federação Gaúcha de Futebol, FGF) 主催のもと、1月から4月にかけて行われる。初開催は1919年。現地ではガウション (Gauchão) の愛称で親しまれている。日本ではリオグランデ・ド・スル州選手権の名称で紹介される事が多い。

## 大会方式
16クラブが2つのグループに分けられる。シーズン中（1～4月）、グループ内外でリーグ戦を行い、各グループ上位4クラブがプレーオフに進む。準々決勝は片方の上位のホームで、もう片方の下位と対戦する（1位vs4位、2位vs3位）。準決勝も勝ち残った上位のホームで行われ、決勝はホームアンドアウェーでの対戦となる。最下位3クラブはセリエA2に降格する。
カンピオナート・ブラジレイロ・セリエA、セリエB、セリエC参加クラブを除く最上位クラブはセリエDの参加権が与えられる。優勝、準優勝、3位（ベスト4上位）の3クラブは来シーズンのコパ・ド・ブラジル参加権を得る（コパ・リベルタドーレス参加クラブを除く）。

## 参加クラブ
2017年シーズン ガウション (1部)
- ブラジウ
- カシアス
- クルゼイロ（ポルトガル語版）
- グレミオ
- インテルナシオナル
- ジュベントゥージ
- ノヴォ・アンブルゴ
- パッソ・フンド（ポルトガル語版）
- サン・ジョゼ
- サンパウロ
- ヴェラノポリス
- イピランガ

## 歴代優勝クラブ
- 1919 ブラジウ
- 1920 グアラニー
- 1921 グレミオ
- 1922 グレミオ
- 1923 不開催
- 1924 不開催
- 1925 バジェ
- 1926 グレミオ
- 1927 インテルナシオナル
- 1928 アメリカーノ
- 1929 クルゼイロ
- 1930 ペロタス
- 1931 グレミオ
- 1932 グレミオ
- 1933 サンパウロ
- 1934 インテルナシオナル
- 1935 9º レジメント
- 1936 リオ・グランデ
- 1937 グレミオ・サンタネンセ
- 1938 グアラニー
- 1939 リオ＝グランデンセ
- 1940 インテルナシオナル
- 1941 インテルナシオナル
- 1942 インテルナシオナル
- 1943 インテルナシオナル

- 1944 インテルナシオナル
- 1945 インテルナシオナル
- 1946 グレミオ
- 1947 インテルナシオナル
- 1948 インテルナシオナル
- 1949 グレミオ
- 1950 インテルナシオナル
- 1951 インテルナシオナル
- 1952 インテルナシオナル
- 1953 インテルナシオナル
- 1954 レンネル
- 1955 インテルナシオナル
- 1956 グレミオ
- 1957 グレミオ
- 1958 グレミオ
- 1959 グレミオ
- 1960 グレミオ
- 1961 インテルナシオナル
- 1962 グレミオ
- 1963 グレミオ
- 1964 グレミオ
- 1965 グレミオ
- 1966 グレミオ
- 1967 グレミオ
- 1968 グレミオ

- 1969 インテルナシオナル
- 1970 インテルナシオナル
- 1971 インテルナシオナル
- 1972 インテルナシオナル
- 1973 インテルナシオナル
- 1974 インテルナシオナル
- 1975 インテルナシオナル
- 1976 インテルナシオナル
- 1977 グレミオ
- 1978 インテルナシオナル
- 1979 グレミオ
- 1980 グレミオ
- 1981 インテルナシオナル
- 1982 インテルナシオナル
- 1983 インテルナシオナル
- 1984 インテルナシオナル
- 1985 グレミオ
- 1986 グレミオ
- 1987 グレミオ
- 1988 グレミオ
- 1989 グレミオ
- 1990 グレミオ
- 1991 インテルナシオナル
- 1992 インテルナシオナル
- 1993 グレミオ

- 1994 インテルナシオナル
- 1995 グレミオ
- 1996 グレミオ
- 1997 インテルナシオナル
- 1998 ジュベントゥージ
- 1999 グレミオ
- 2000 カシアス
- 2001 グレミオ
- 2002 インテルナシオナル
- 2003 インテルナシオナル
- 2004 インテルナシオナル
- 2005 インテルナシオナル
- 2006 グレミオ
- 2007 グレミオ
- 2008 インテルナシオナル
- 2009 インテルナシオナル
- 2010 グレミオ
- 2011 インテルナシオナル
- 2012 インテルナシオナル
- 2013 インテルナシオナル
- 2014 インテルナシオナル
- 2015 インテルナシオナル
- 2016 インテルナシオナル
- 2017 ノヴォ・アンブルゴ
- 2018 グレミオ
- 2019 グレミオ
- 2020 グレミオ
- 2021 グレミオ

## クラブ別優勝回数
100年を超える歴史の中で、消滅したものを含む数多くのクラブが選手権を戦ってきたが、優勝経験があるのはわずか17クラブである。タイトルのほとんどはインテルナシオナルとグレミオの2大クラブが独占し、両クラブのみで85回優勝している。
| クラブ                 | 優勝 | 優勝年 |
| ---------------------- | ---- | --- |
| インテルナシオナル     | 45   | 1927, 1934, 1940, 1941, 1942, 1943, 1944, 1945, 1947, 1948, 1950, 1951, 1952, 1953, 1955, 1961, 1969, 1970, 1971, 1972, 1973, 1974, 1975, 1976, 1978, 1981, 1982, 1983, 1984, 1991, 1992, 1994, 1997, 2002, 2003, 2004, 2005, 2008, 2009, 2011, 2012, 2013, 2014, 2015, 2016 |
| グレミオ               | 40   | 1921, 1922, 1926, 1931, 1932, 1946, 1949, 1956, 1957, 1958, 1959, 1960, 1962, 1963, 1964, 1965, 1966, 1967, 1968, 1977, 1979, 1980, 1985, 1986, 1987, 1988, 1989, 1990, 1993, 1995, 1996, 1999, 2001, 2006, 2007, 2010, 2018, 2019, 2020, 2021                               |
| グアラニー             | 2    | 1920, 1938 |
| ブラジウ               | 1    | 1919 |
| バジェ                 | 1    | 1925 |
| アメリカーノ           | 1    | 1928 |
| クルゼイロ             | 1    | 1929 |
| ペロタス               | 1    | 1930 |
| サンパウロ             | 1    | 1933 |
| 9º レジメント          | 1    | 1935 |
| リオ・グランデ         | 1    | 1936 |
| グレミオ・サンタネンセ | 1    | 1937 |
| リオ＝グランデンセ     | 1    | 1939 |
| レンネル               | 1    | 1954 |
| ジュベントゥージ       | 1    | 1998 |
| カシアス               | 1    | 2000 |
| ノヴォ・アンブルゴ     | 1    | 2017 |